# Volapié

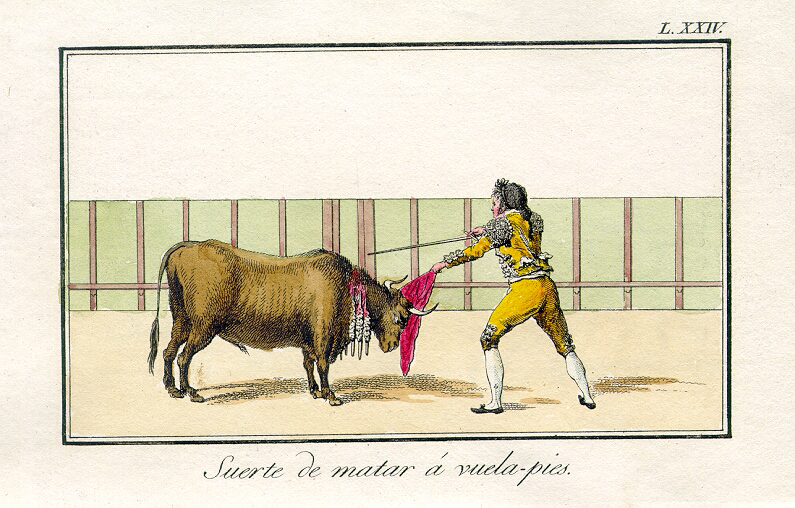
Suerte de matar a vuela pies

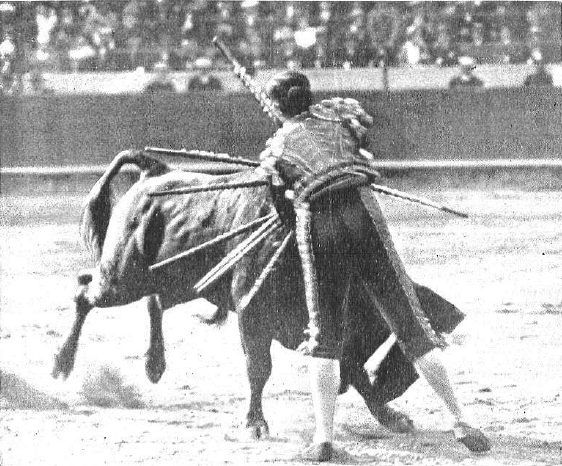
El diestro Agustín García «Malla» estoqueando a volapié.

Se llama volapié o vuela pies a la forma más habitual en la tauromaquia actual de dar muerte a los toros con la espada o estoque. Para ejecutar la suerte, el torero se coloca delante del toro, cita al animal con la muleta baja para que humille y descienda la cabeza, a continuación corre hacia el toro y se deja caer sobre el animal clavándole la espada en la parte alta de la región dorsal, entre los dos brazuelos, lugar conocido como cruz. 
Se cree que esta forma de estoquear a los toros fue inventada por el diestro Joaquín Rodríguez Costillares en el siglo XVIII, con la finalidad de dar muerte a los animales que llegaban muy parados a la última fase de la lidia y por lo tanto no se podían estoquear fácilmente con la suerte de recibir que era en aquella época la utilizada habitualmente. Fue empleada por el diestro Juan Conde en 1800. Antes de la invención del volapié, existían grandes dificultades para dar muerte a los toros que no tenían movilidad en el momento de entrar a matar, a los que en ocasiones era preciso pinchar a la media vuelta o alancear desde el callejón mediante una larga vara que se denominaba punzón.
El célebre torero español Manolete falleció el 28 de agosto de 1947 al ejecutar el volapié, como consecuencia de la cornada que le produjo el toro Islero de la ganadería de Miura. El mismo desastroso resultado tuvo, en 1801, el volapié que ejecutó Pepe Hillo para matar al toro Barbudo, perteneciente a la ganadería de Joaquín Rodríguez, recibiendo el torero en el encuentro una aparatosa cogida que acabó con su vida veinte minutos después en la enfermería de la plaza. Otro torero célebre fallecido en parecidas circunstancias fue El Espartero, que el 7 de mayo de 1894 sufrió un fuerte golpe en el momento de realizar el volapié, de resultas del cual cayó al suelo y fue corneado mortalmente por el toro Perdigón de la ganadería de Miura.